# 受胎告知教会

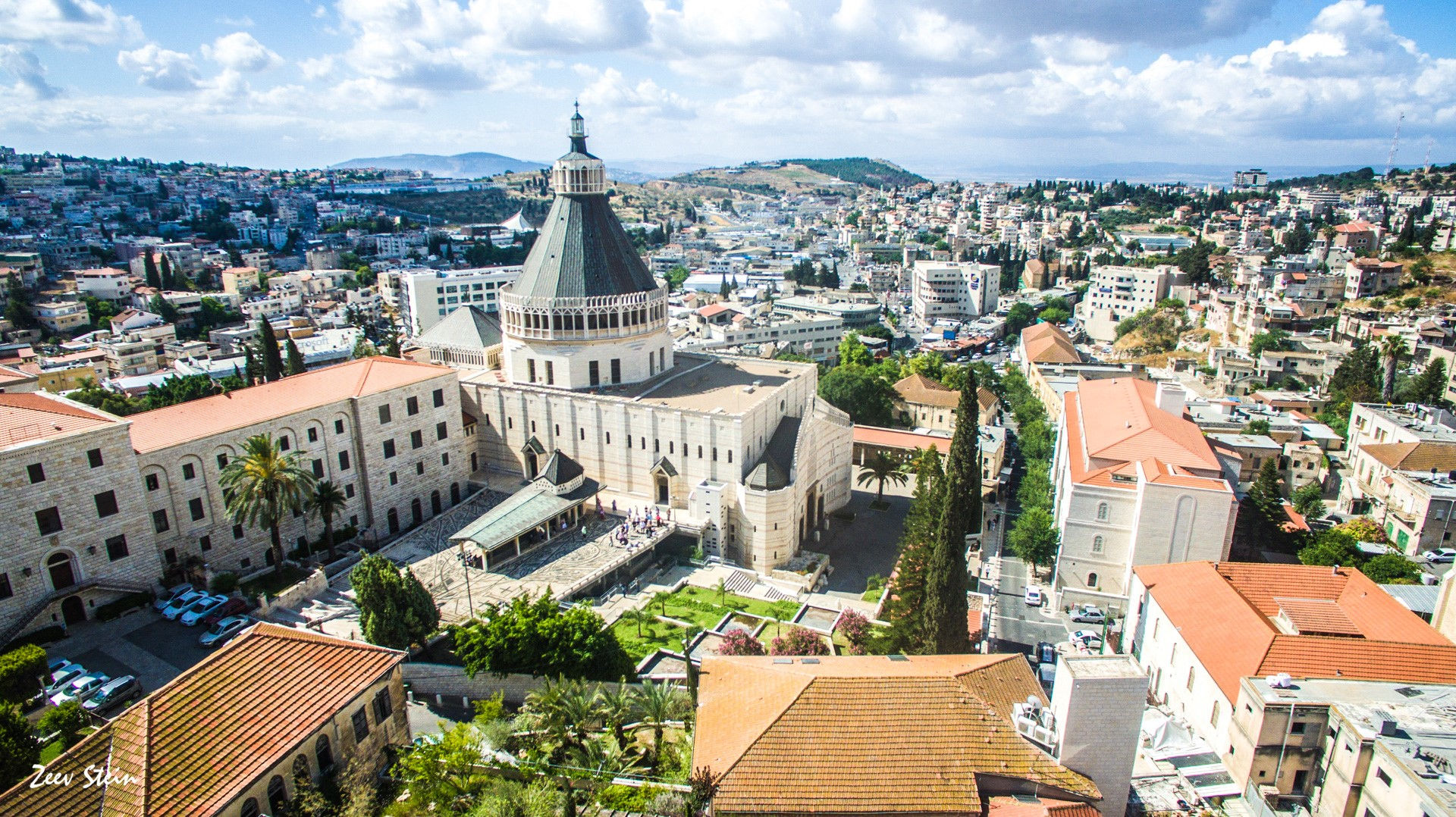
教会全体像

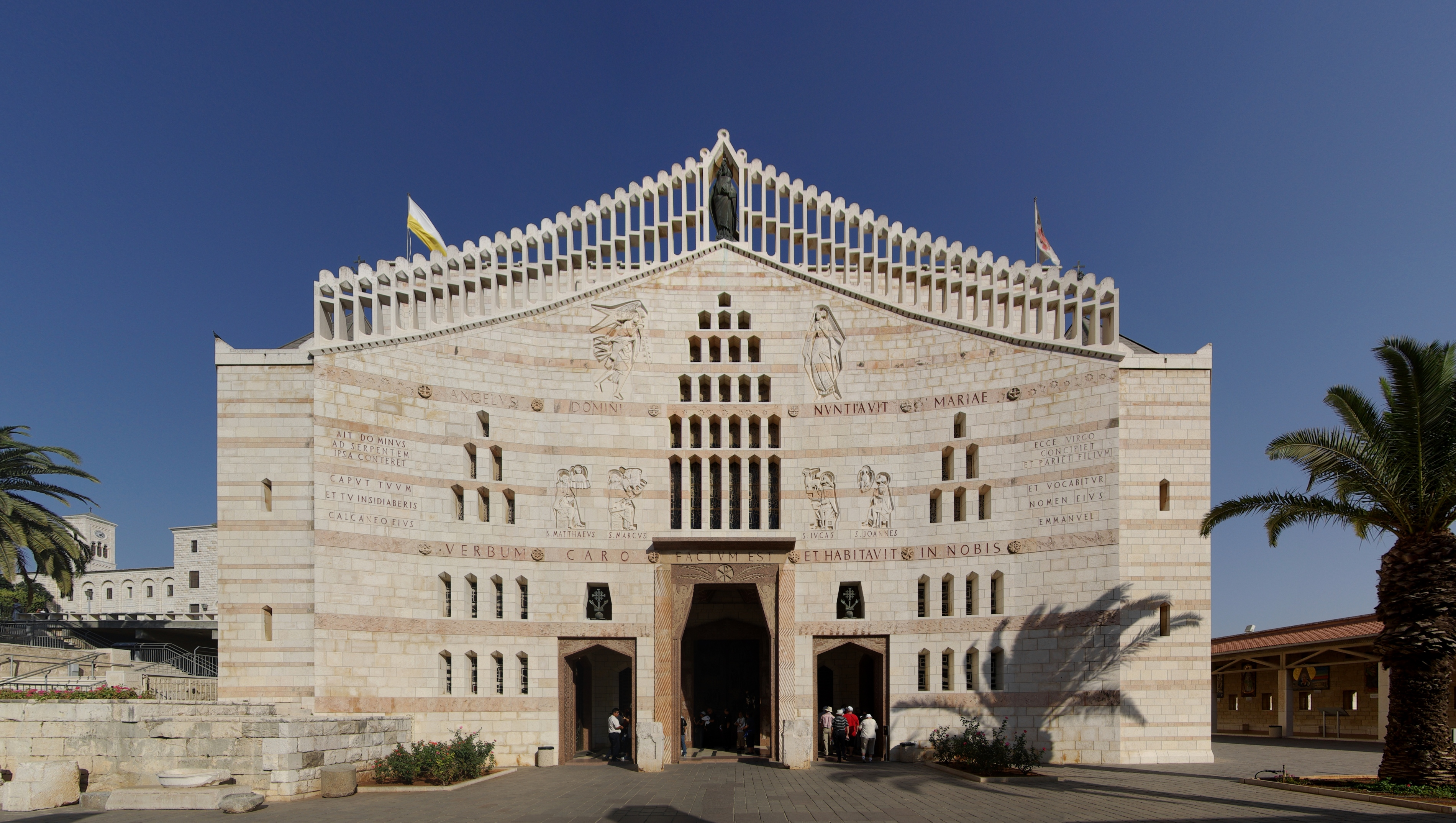
正面外観

受胎告知教会（英語: Basilica of the Annunciation, ラテン語: Basilica Annuntiationis Beatae Mariae Virginis, ヘブライ語: כנסיית הבשורה, アラビア語: كنيسة البشارة）は、イスラエルのナザレにある教会で、聖母マリアが聖霊により受胎した旨を天使ガブリエルより告げ知らされたこと（「受胎告知」）を記念したローマ・カトリック教会の聖堂である。なお、この教会の名前に倣った「受胎告知教会」（Annunciation Church）が世界中に建てられている。

## 概要
受胎告知教会は、イスラエル北部・ガリラヤ地方の町ナザレの、カトリック教会の伝承で受胎告知が行われたとされる、マリアの少女時代の家があったと伝わる場所に建てられている。正教会（ギリシャ正教）の伝承では、新約聖書外典である『ヤコブによる福音書』に基づき、受胎告知（正教会用語では「生神女福音」：しょうしんじょふくいん）はマリアが水汲みに行った井戸（Mary's Well）で行われたとしていて、ナザレ内の少し離れた所にギリシャ正教の生神女福音教会が建てられている。

## 歴史
最初期の受胎告知教会は、ローマ帝国内でキリスト教を公認したローマ皇帝コンスタンティヌス1世の母親である聖ヘレナ皇后の指示で4世紀に建てられたとされていて、その意味ではベツレヘムの聖誕教会やエルサレムの聖墳墓教会と時代を同じくしていた。この教会は7世紀にイスラム帝国の侵入により破壊された。
二代目の教会は十字軍の時代の1102年にタンクレードにより建てられた。この教会は完全に修復には至らなかったことが1909年の発掘で分かっている。1187年にはサラーフッディーン（サラディン）がヒッティーンの戦いで十字軍に勝利したが、サラディンはフランシスコ会が当地で礼拝を続けることを許可した。そして、1260年にはマムルーク朝のバイバルスにより破壊された。
時代が経って、オスマン帝国支配下の1620年にはフランシスコ会がナザレに再来することが許されて、聖なる洞窟（マリアの家があったと伝わる場所）を覆う簡単な教会が再建された。1730年には新しい聖堂の建設が許可され、ナザレ地域のラテン典礼カトリック教徒（ラテン語でミサを行なう人々）の中心的な集いの場となった。また1877年には拡大された。
古い教会は1954年に建て替えのため取り壊され、現在の聖堂はイタリア人の建築家ジョヴァンニ・ムツィオ（Giovanni Muzio）によって設計され、1964年に聖地巡礼のためイスラエル・パレスチナを訪れたローマ教皇パウロ6世により聖別されて、1969年に完成した。

## 現在の聖堂
現在の教会はフランシスコ会の管理下にあり、教会法の下では小バシリカ（ラテン語: Basilica minor：バシリカ・ミノル）の格を有し、東方教会省の監督下にある中東で最大級のキリスト教聖堂とも言われる。
地階と1階からなる2階建てとなっていて、地階には受胎告知を受けた場所と伝わる洞窟が正面隅にあり、そこで小規模なミサを行えるようになっている以外は大きな空間である。1階は大規模なミサが行なえる所で、内部壁面には各国から寄せられた聖母マリア関係の絵が飾られていて、日本の長谷川路可および彼の弟子たちによる日本画風モザイク画「華の聖母子」もある。

## ギャラリー

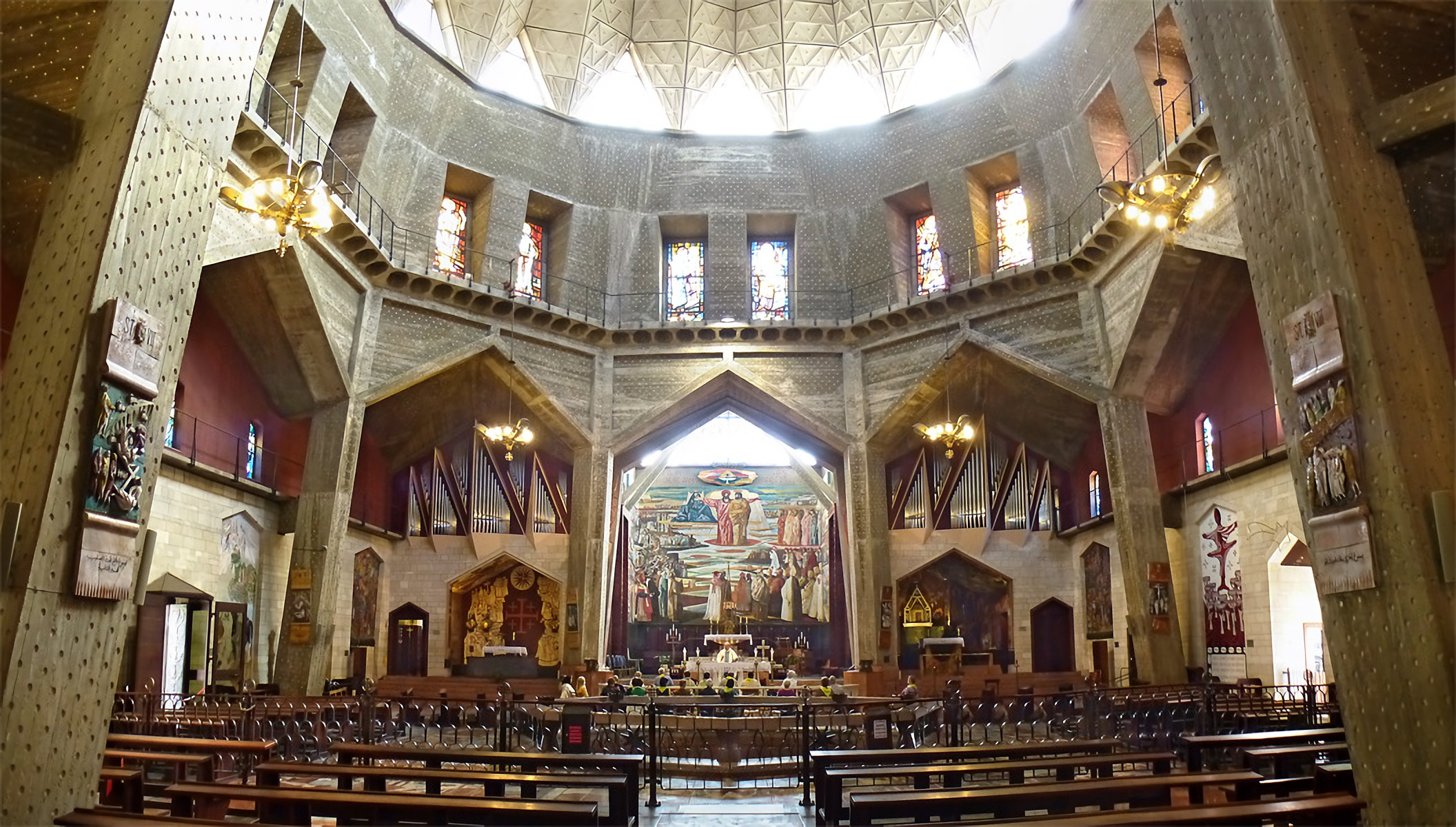
上部聖堂の内観
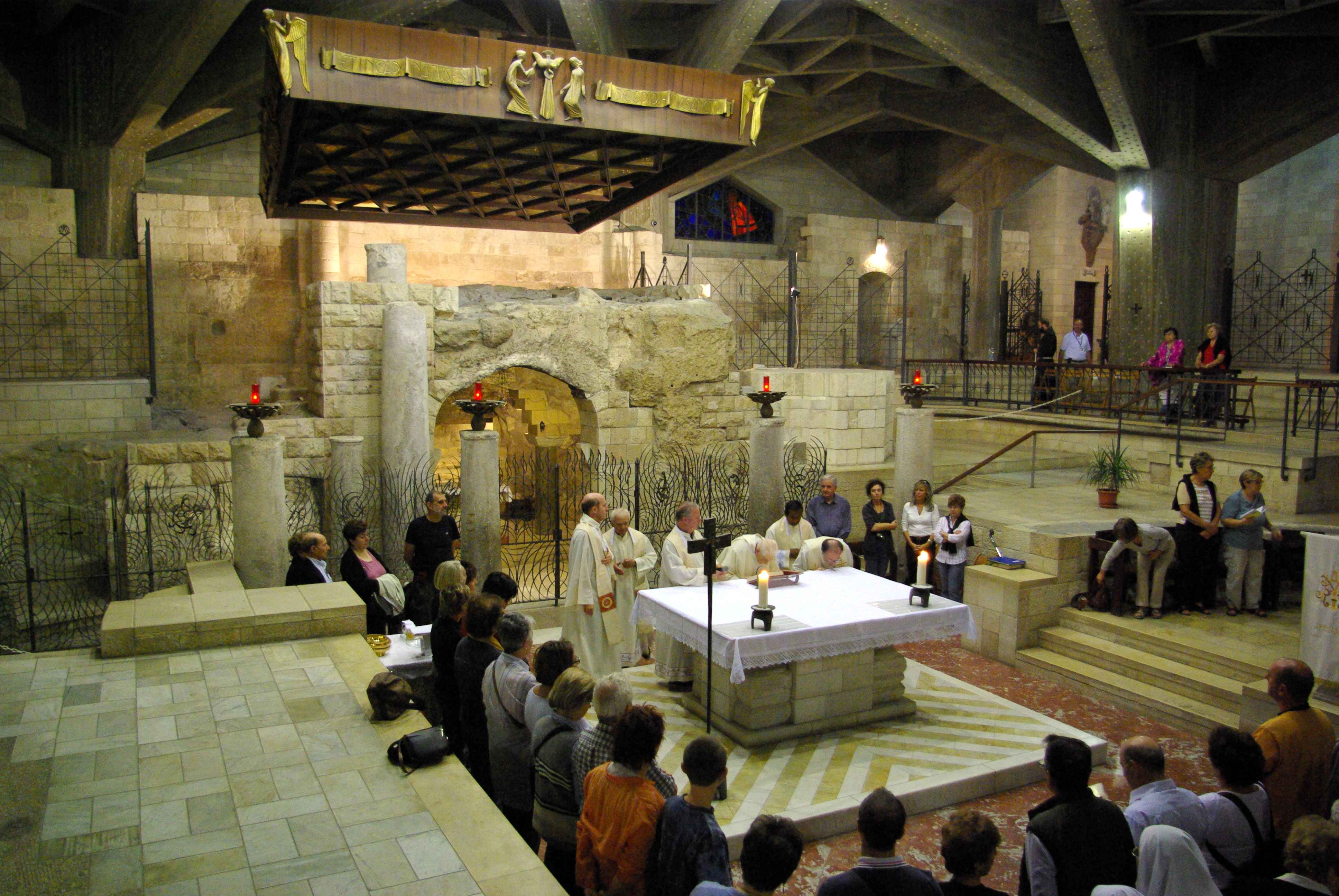
地階で小規模なミサ
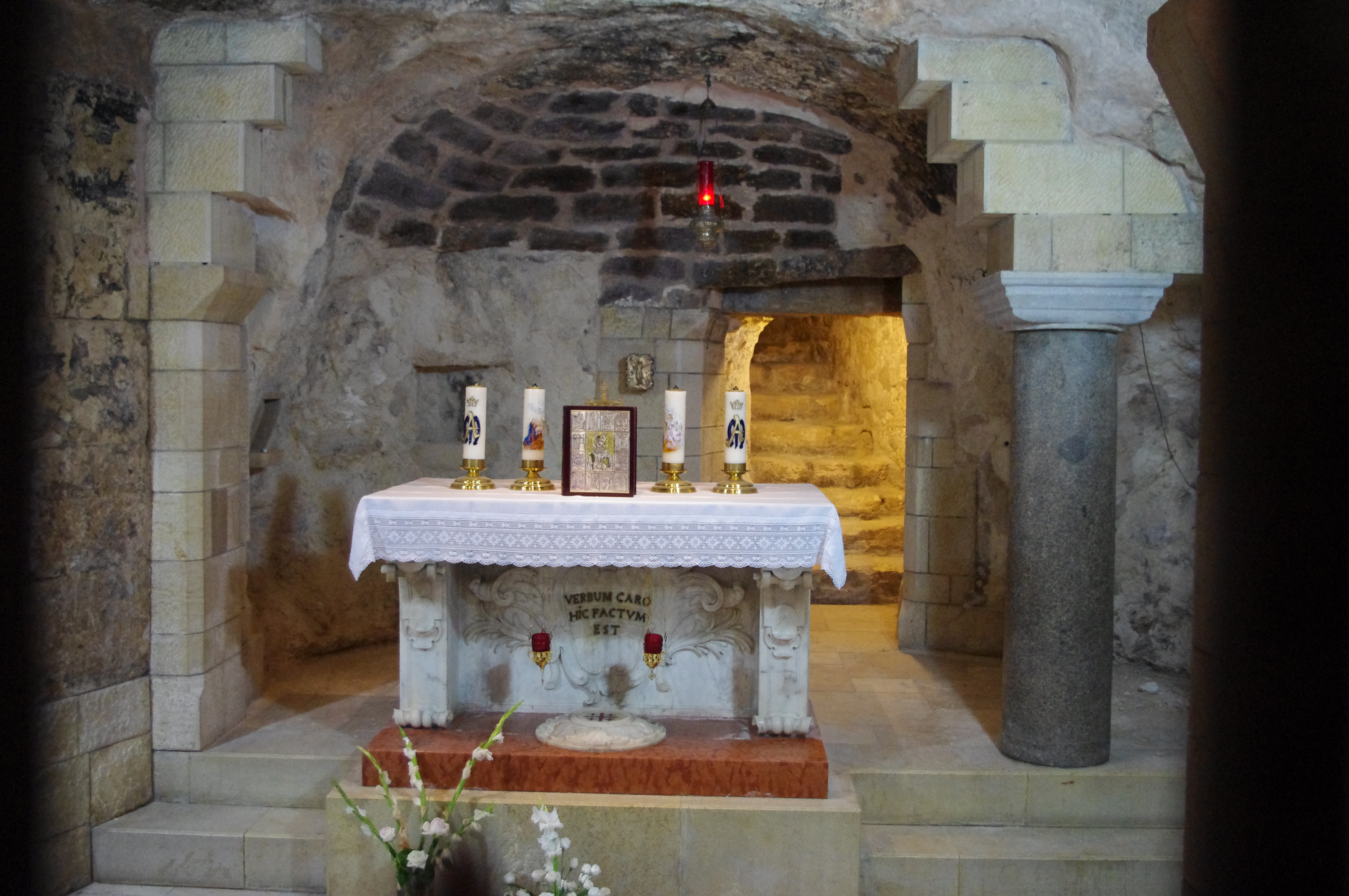
受胎告知の洞窟
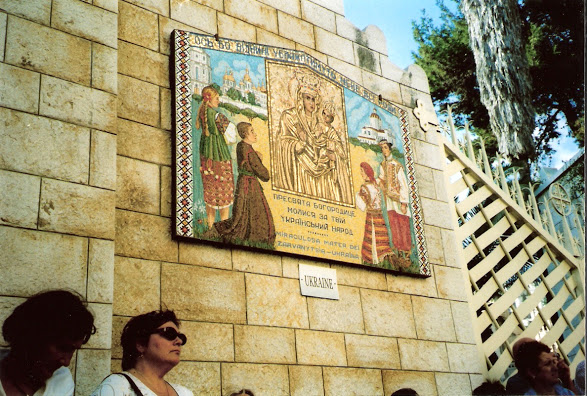
外壁
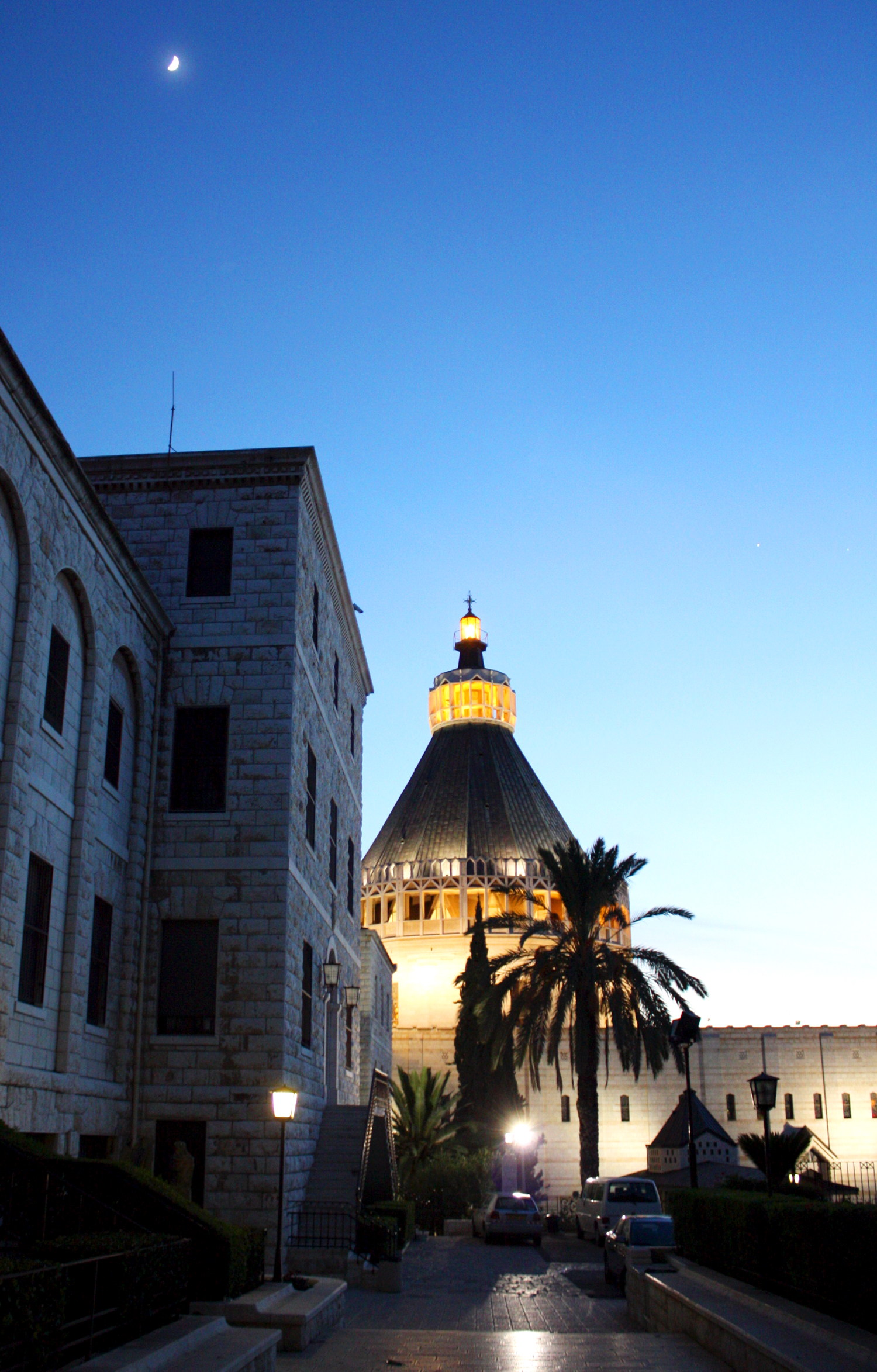
夜景
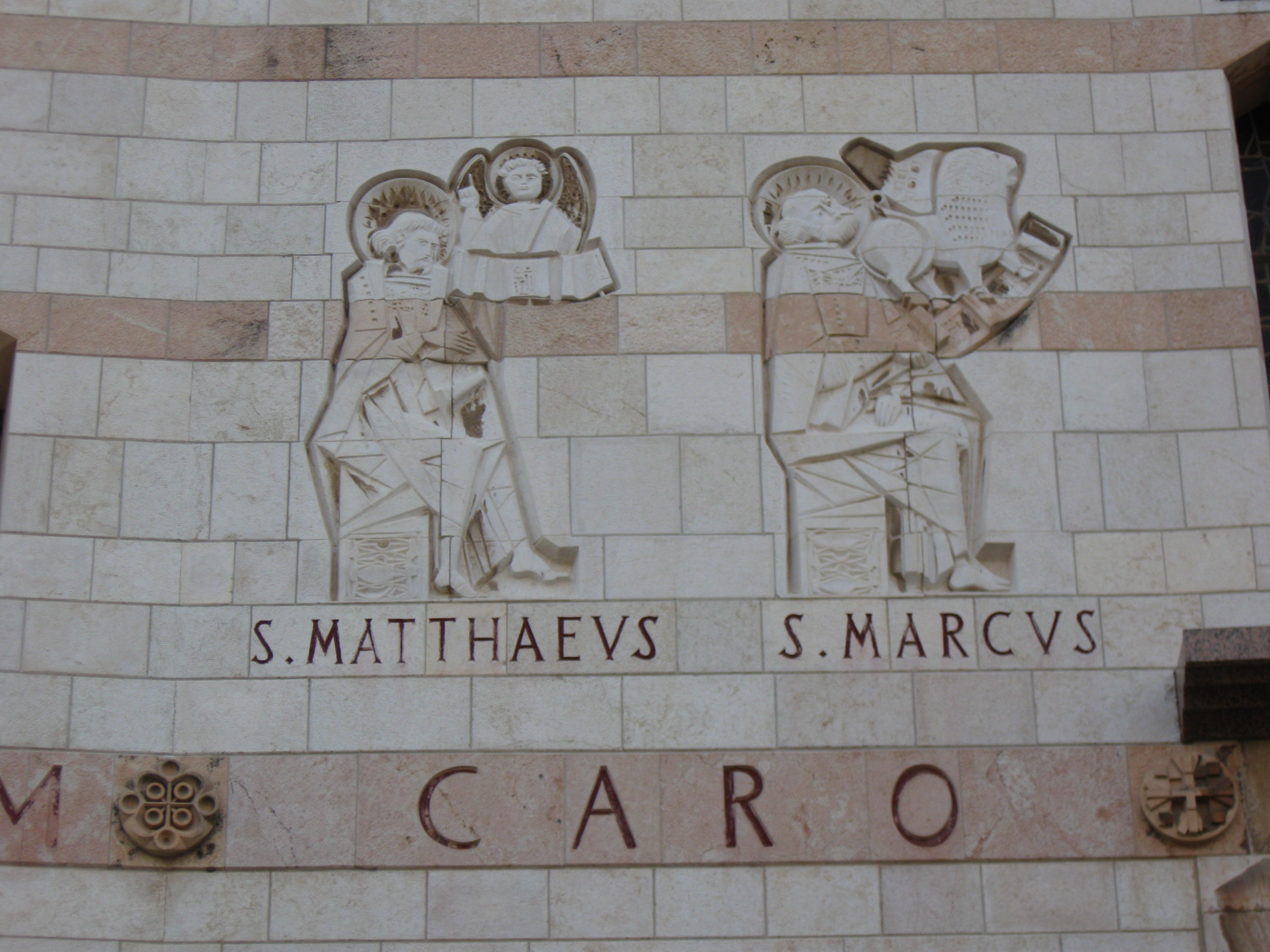
外壁：聖マタイと聖マルコ
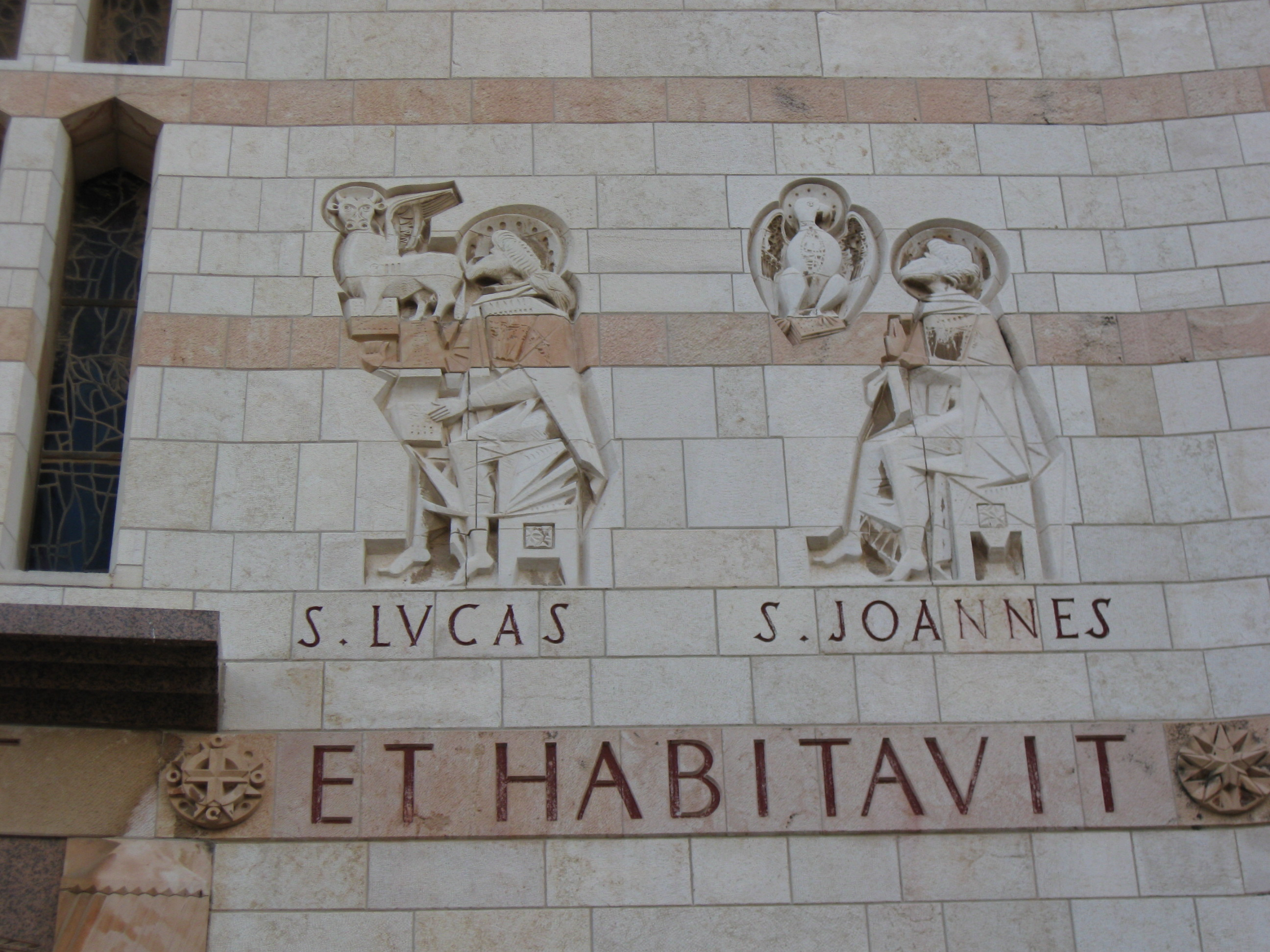
外壁：聖ルカと聖ヨハネ
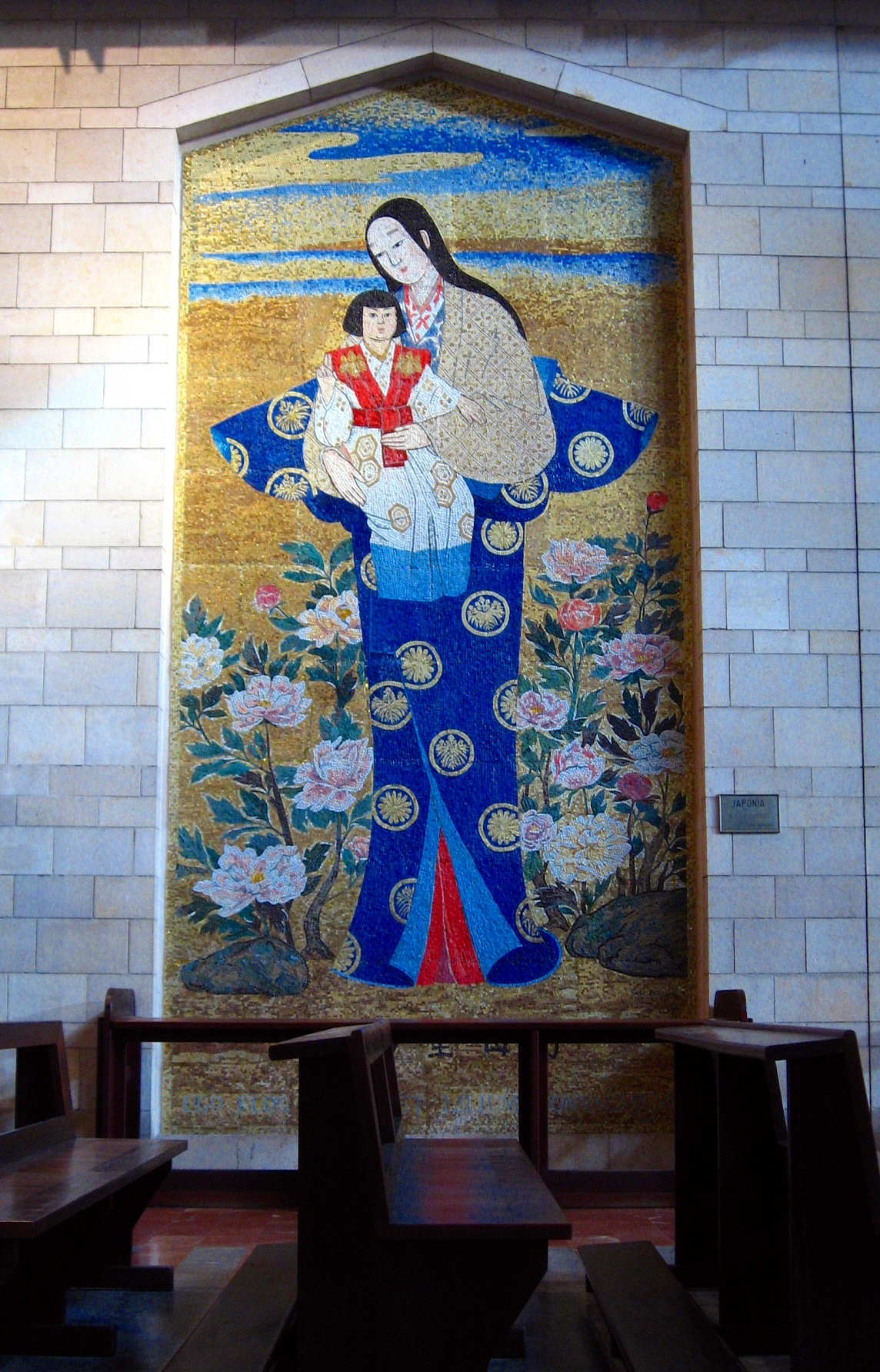
内壁：「華の聖母子」（長谷川路可）

## 参考資料
- Emmett, Chad F (1995). Beyond the Basilica: Christians and Muslims in Nazareth. University of Chicago Press. ISBN 0-226-20711-0（英語）
- Halevi, Masha. The Politics Behind the Construction of the Modern Church of the Annunciation in Nazareth, The Catholic Historical Review, Volume 96, Number 1, January 2010, pp.27–55.（英語）